# David Kopacz
David Kopacz (Iserlohn, 29 maggio 1999) è un calciatore tedesco naturalizzato polacco, centrocampista dell'Ingolstadt 04.

## Caratteristiche tecniche
È un trequartista.

## Carriera

### Club
È cresciuto nel settore giovanile del Borussia Dortmund, nel 2018 viene acquistato dallo Stoccarda.

### Nazionale
Con la nazionale Under-21 polacca ha disputato due incontri di qualificazione per gli Europei U-21 2019.